# 罗尔夫·彼得松 (冰球运动员)
罗尔夫·彼得松（瑞典語：Rolf Pettersson，1926年9月27日—2010年11月9日），瑞典男子足球、冰球运动员，场上位置是前锋。他曾代表瑞典国家队参加1948年冬季奥林匹克运动会冰球比赛，获得第4名。